# آبراهام رابرتسون
آبراهام رابرتسون (انگلیسی: Abraham Robertson؛ ۴ نوامبر ۱۷۵۱ – ۴ دسامبر ۱۸۲۶) یک دانشمند و ریاضیدان و از اعضای انجمن سلطنتی بود.